# Super Bock Casa da Cerveja
A Super Bock Casa da Cerveja  é um circuito de visitas aberto ao público, situado no interior do próprio Centro de Produção Super Bock Group em Leça do Balio, Matosinhos, Portugal.
. Ao longo desta experiência imersiva pelo mundo da cerveja, é dado a conhecer todo o seu processo de fabrico, desde as matérias primas que lhe dão origem, à produção do mosto, passando pela fermentação e terminando no enchimento onde se pode ver e ouvir  in loco o tilintar das garrafas. Há ainda espaço para descobrir a História, os momentos marcantes e curiosidades da marca Super Bock, uma das mais reconhecidas marcas nacionais. Destaque para a passagem pela emblemática Sala de Cobre, aquela que foi a primeira sala de fabrico deste Centro de Produção, com as suas icónicas caldeiras acobreadas. 
Os sentidos são especialmente desafiados na parte final da visita, com a prova de 2 estilos da gama de cervejas especiais Seleção 1927 cerveja em harmonização com pequenas iguarias. Todo o percurso para conhecer a exposição dura cerca de 90 minutos.
Outro diferencial da Casa da Cerveja são as suas paredes, feitas em painéis de vidro reciclado de 96.800 garrafas derretidas da marca Super Bock 33cl.

## Horário de Funcionamento
A Super Bock Casa da Cerveja abre duas visitas por dia de quarta a domingo, com horários marcados às 10h30 e 15h. A reserva é obrigatória, sujeita a confirmação e pode ser feita através do formulário disponível no site Super Bock Casa da Cerveja, ou por um dos emails indicados no mesmo. 